# فراری کوچولو (فیلم ۲۰۰۶)
فراری کوچولو (انگلیسی: Little Fugitive) یک فیلم است که در سال ۲۰۰۶ منتشر شد.